# بی‌صدفان
بی‌صدفان (به لاتین: Aculifera)، یک کلاد پیشنهادی از نرم‌تنان است که شامل گروه‌هایی است که صدف یا پوسته ندارند، یعنی گهواره دریایی (کیتون)، سپرپایان و شیارشکمان. گروه خواهر صدف‌داران است.
قدیمی‌ترین بی‌صدفان شناخته‌شده Qaleruaqia است که در سازند Aftenstjernesø در گرینلند یافت شد که قدمت آن به مرحله کامبرین ۴ برمی‌گردد.